# Karel Pezl
Karel Pezl (14. září 1927 Domažlice – 10. října 2022) byl československý a český voják, v letech 1991–1992 poslední náčelník československého generálního štábu a v roce 1993 první náčelník Generálního štábu Armády České republiky.

## Životopis
Vojákem z povolání se stal v srpnu 1948, kdy byl vyřazen z Vojenské akademie v Hranicích. V letech 1948–1950 působil jako velitel čety akademiků tamtéž. V letech 1950–1951 působil jako velitel roty v pěchotní vojenské akademii v Lipníku nad Bečvou. V letech 1951–1953 byl frekventantem Vojenské akademie v Praze. V letech 1953–1955 náčelník operačního oddělení 8. mechanizované divize v Kolíně. Od dubna 1955 byl náčelníkem operačního oddělení 2. střeleckého sboru v Písku. V letech 1956–1958 působil jako náčelník operační skupiny 1. Vojenského okruhu v Praze. Od srpna 1961 působil ve funkci náčelníka operačního oddělení velitelství 1. armády v Praze. V letech 1965–1971 působil na generálním štábu ČSLA. V únoru 1971 odvolán z funkce náčelníka správy operační a bojové přípravy.
Z politických důvodů byl tedy v roce 1971 z armády propuštěn a začal pracovat jako noční vrátný v recepci Interhotelu Praha. V roce 1972 nastoupil jako vedoucí výzkumný pracovník do Výzkumného ústavu spojů v Praze.
Po sametové revoluci se stal v březnu 1991 poradcem a následně i náměstkem ministra obrany. V dubnu 1991 opět přijat do armády. V hodnosti generálporučíka nastoupil 1. května 1991 na post náčelníka Generálního štábu Československé armády, kterým byl až do rozdělení federace na konci roku 1992. Od 1. ledna do 30. června 1993 působil jako první náčelník Generálního štábu Armády České republiky, dne 24. února 1993 byl povýšen do hodnosti generálplukovníka. Od července 1993 byl poradcem prezidenta Václava Havla, který jej 30. září 1993 povýšil do hodnosti armádního generála. Dne 28. října 2017 mu byl z rukou českého prezidenta Miloše Zemana propůjčen Řád Bílého lva. V roce 2019 obdržel Čestné občanství Prahy 6.

## Vyznamenání
- Řád Bílého lva, I. třída vojenská skupina, udělen 28.10.2017
- Záslužný kříž ministra obrany České republiky[10],I. stupeň
- Medaile Za službu vlasti
- Vyznamenání Za zásluhy o obranu vlasti
- Medaile Za zásluhy I. stupeň (11.12.1992)[11]